# ألان غيفورد
ألان غيفورد (بالإنجليزية: Alan Gifford)‏ هو ممثل أمريكي، ولد في 11 مارس 1911 في الولايات المتحدة، وتوفي في 20 مارس 1989 في المملكة المتحدة.

## أعمال

### أفلام
- (1968)  ملحمة الفضاء[2][3]

## وصلات خارجية
- ألان غيفورد على موقع IMDb (الإنجليزية)
- ألان غيفورد على موقع قاعدة بيانات الفيلم (الإنجليزية)